# Trichopsomyia lucida
Trichopsomyia lucida är en tvåvingeart som först beskrevs av Johann Wilhelm Meigen 1822.  Trichopsomyia lucida ingår i släktet gallblomflugor, och familjen blomflugor.
Artens utbredningsområde är Tyskland. Inga underarter finns listade i Catalogue of Life.